# Stearns Automobile Company
Stearns Automobile Company, vorher Stearns Steam Carriage Company, war ein US-amerikanischer Hersteller von Automobilen.

## Vorgeschichte
Edward C. Stearns leitete E. C. Stearns & Company in Syracuse im US-Bundesstaat New York. Es war eine Art Baumarkt. Die Produktion von Fahrrädern wurde aufgenommen. Von 1899 bis 1900 entstanden Elektroautos. Sie wurden Stearns genannt und in geringen Stückzahlen verkauft. Dieses Unternehmen existierte noch nach 1903 als Baumarkt.

## Unternehmensgeschichte
Die Stearns Steam Carriage Company wurde im Herbst 1900 in der gleichen Stadt gegründet. Beteiligt waren neben Edward Stearns George M. Barnes, H. E. Maslin, William Nottingham, Henry Trebert und Charles M. Warner. Im gleichen Jahr begann die Produktion von Dampfwagen, entworfen von Barnes. Der Markenname lautete weiterhin Stearns. Diese Wagen kamen besser auf dem Markt an. Bereits bis November 1901 wurden über 100 Stück produziert.
Edward Stearns hatte sich etwa 1901 mit dem Scharlatan Edward Joel Pennington zusammengeschlossen. Er wurde Vizepräsident der Anglo-American Rapid Vehicle Company. Eine Unterabteilung stellte die Stearns Automobile Company dar. 1903 endete die Produktion.
Es bestand keine Verbindung zur F. B. Stearns Company, die ebenfalls Personenkraftwagen als Stearns vermarktete.

## Fahrzeuge
Die anfangs angebotenen Elektroautos hatten einen Elektromotor mit 2,5 PS Leistung. Die Batterien wogen rund 400 kg und die kompletten Fahrzeuge rund 1000 kg. Die Höchstgeschwindigkeit war mit 19 km/h angegeben.
Die Dampfwagen hatten einen Dampfmotor mit zwei Zylindern, der 8 PS leistete. Er trieb über eine Kette die Hinterachse an. Gelenkt wurde mit einem Lenkhebel. Zur Wahl standen mehrere verschiedene Karosseriebauformen. Für 1902 sind neun Aufbauten überliefert. Model A war ein Runabout, Model A-A ein Semi-Tourenwagen, Model B ein Dos-à-dos, Model C ein Lieferwagen, Model D ein Buggy Top Runabout, Model E ein Victoria Top Runabout, Model F ein Surrey, Model G ein Tourenwagen und Model H ein Station Wagon, eine Frühform des Kombis mit sechs Sitzen auf drei Bänken hintereinander und aufrollbaren hinteren Seitenteilen. 1903 entfiel der Runabout Model A.

## Modellübersicht
| Jahr | Modell    | Aufbau                |
| ---- | --------- | --------------------- |
| 1902 | Model A   | Runabout              |
| 1902 | Model A-A | Semi-Tourenwagen      |
| 1902 | Model B   | Dos-à-dos             |
| 1902 | Model C   | Lieferwagen           |
| 1902 | Model D   | Buggy Top Runabout    |
| 1902 | Model E   | Victoria Top Runabout |
| 1902 | Model F   | Surrey                |
| 1902 | Model G   | Tourenwagen           |
| 1902 | Model H   | Station Wagon         |
| 1903 | Model A-A | Semi-Tourenwagen      |
| 1903 | Model B   | Dos-à-dos             |
| 1903 | Model C   | Lieferwagen           |
| 1903 | Model D   | Buggy Top Runabout    |
| 1903 | Model E   | Victoria Top Runabout |
| 1903 | Model F   | Surrey                |
| 1903 | Model G   | Tourenwagen           |
| 1903 | Model H   | Station Wagon         |